# Pestkop
Pestkop is een Nederlandse speelfilm uit 2017, geregisseerd door Sjoerd de Bont, die het scenario samen met Jeroen van der Zee schreef. Roan van Dam, Tara Hetharia en Maaike Bakker vertolken de hoofdrollen. Op 19 oktober 2017 ging de film in Vue in Hilversum in première. 

## Verhaal
Danny is op school de leider van een groep pestkoppen. Samen maken ze het leven van een aantal scholieren behoorlijk zuur. Hun voornaamste slachtoffer is Suus, een lesbisch klasgenootje dat als gevolg van dit pestgedrag steeds onzekerder en ongelukkiger wordt. Danny is echter totaal niet bezig met wat hij Suus aandoet. Hij is populair en wordt door iedereen aanbeden.
Op een dag krijgt hij van een waarzegster echter de schrik van zijn leven. Zij geeft hem een blik in zijn toekomst en hij ziet zichzelf, samen met de andere pestkoppen, vastgebonden in een verlaten fabriek. Tegenover hen staat Suus. Samen met Manon heeft ze besloten om wraak te nemen op de personen die haar jarenlang hebben gepest. En haar wraak gaat ver.
Het blijft voor Danny niet bij die korte blik in de toekomst. Het heden begint steeds meer te overlappen met de toekomst. Krijgt Danny nog de kans om het goed te maken of blijft hij vastzitten aan de toekomst, waar hij de gruwelijke straf moet ondergaan die Suus en Manon voor hem in gedachten hebben?

## Rolverdeling
| Acteur               | Personage        |
| -------------------- | ---------------- |
| Roan van Dam         | Danny            |
| Tara Hetharia        | Suus             |
| Maaike Bakker        | Manon            |
| Pamela Teves         | Caitlyn          |
| Koert-Jan de Bruijn  | Meneer de Graaff |
| Priscilla Knetemann  | Emma             |
| Ricardo Blei         | Menno            |
| Sietske van der Bijl | Janneke          |
| Inge Ipenburg        | Linda            |
| Thomas Acda          | Vincent          |
| Rein van Duivenboden | Paul             |
| Frits Sissing        | Frank            |
| Richard Spijkers     | Teddy            |
| Sanne Gloria Verboom | Merel            |
| Olivier Herter       | Lucas            |
| Marleen Mathews      | Kimberly         |

## Productie
De filmopnames gingen van start op 1 augustus 2015 tijdens de Amsterdam Gay Pride. De film werd in twee periodes opgenomen in een tijdsbestek van 8 maanden. De laatste draaidag vond plaats op 1 april 2016 in Wassenaar. Verder werden er opnames gemaakt in Hillegom, Barneveld, Naarden en Almere. Het lied Do it again uit de film is geproduceerd door Henk Pool en werd gezongen door Yentl Pool.